# Quercus eduardi
Quercus eduardi — вид рослин з родини букових (Fagaceae), поширений у Мексиці.

## Опис
У теплих, сухих, відкритих місцях вид росте у вигляді куща заввишки ≈ 1 метр, але в глибокому вологому ґрунті він росте як лісове дерево заввишки 15–20 метрів. Він має округлу, відкриту крону з листопадним листям. Кора чорнувата, шорстка, розбита на квадратні пластини. Гілочки вовнисті, стають злегка запушеними, темно-червоно-коричневі, з численними блідими, непомітними сочевичками. Листки шкірясті, не шорсткі, довгасті або еліптично-зворотно-яйцюваті, іноді довгасто-ланцетні, 3–6 × 1–3 см; верхівка гостра або округла, рідко тупа; основа серцеподібна іноді округла; край злегка загнутий або плоский, рідко цілий або частіше з 2–5 парами зубців у дистальній половині; верх темно-блискуче-зелений, голий або з деякими зірчастими трихомами; низ не такий блискучий, блідий, з густим білуватим запушенням; ніжка листка рожевувата, завдовжки 4–8 мм. Чоловічі сережки завдовжки 2–3 см, містять понад 20 квіток. Жіночі суцвіття 1–2-квіткові. Жолуді дуже дрібні, яйцюваті, парні або до 3, сидячі або майже так, завдовжки 8–10 мм; чашечка охоплює 1/2 горіха.
Період цвітіння: червень — липень. Період плодоношення: у перший рік у серпні — листопаді.

## Середовище проживання
Поширення: Мексика (Сакатекас, Веракрус, Агуаскалієнтес, Дуранго, Гуанахуато, Ідальго, Халіско, Мічоакан, Наярит, Нуево-Леон, Керетаро, Сан-Луїс-Потосі, Тамауліпас) на висотах від 1500 до 2700 метрів; росте в сосново-дубовому лісі, дубовому лісі та ксерофільному чагарнику.

## Використання
Деревина Q. eduardi використовується для опалення, виготовлення інструментів, стовпів для парканів та деревного вугілля.

## Загрози
Діяльність людей частково або сильно порушила багато областей.

## Етимологія
Видовим епітетом вшановано британського ботаніка-самоука Едварда Палмера.